# Ситенка (платформа)
Ситенка — остановочный пункт Павелецкого направления Московской железной дороги в городском округе Ступино Московской области.

## Общие сведения
Остановочный пункт Ситенка расположен на трёхпутном электрифицированном перегоне Жилёво — Ступино. Состоит из одной островной прямой высокой платформы, расположенной между 1 и 2 путями. 3 путь остановочным пунктом не обслуживается. На платформе сооружён навес для защиты пассажиров от дождя, имеется освещение. Турникетов нет. Для прохода пассажиров с южного торца платформы через железнодорожные пути сооружён настил. С северной стороны для перехода через железнодорожные пути используется обочина расположенного в 30 метрах к северо-западу от северного торца платформы железнодорожного переезда. Билетная касса находится в отдельно стоящем здании, расположенном возле пересекающей железнодорожные пути автодороги в 20 метрах к западу от переезда.
Ситенка — самый дальний от Москвы остановочный пункт Московско-Курского региона Московской железной дороги на Павелецком направлении. Следующая остановка электропоездов данного направления — станция Ступино относится к Московско-Рязанскому региону.
В окрестностях платформы расположены село Воскресенки, деревни Алеево, Тишково, Колюпаново и множество садоводческих товариществ. В селе Воскресенки находится действующая Церковь Покрова Пресвятой Богородицы, построенная в середине XIX века.
К югу и к западу от платформы расположены промышленные предприятия компаний Mars, Campina и Kimberly-Clark.
Восточнее железнодорожного переезда расположена автобусная остановка «Воскресенки», на которой имеет остановку маршрутное такси № 26 Ступино — Колюпаново.

## История
Остановочный пункт открыт в 1964 году под названием 94 км — по расстоянию от Павелецкого вокзала.
В 1968 году остановочный пункт был переименован и получил своё современное название Ситенка, — от протекающей вблизи него реки Ситня. Название самой реки происходит от русского народного ботанического термина сита, используемого в качестве обобщающего названия нескольких видов болотных растений: аира, камыша, рогоза, тростника, ситника. На расстоянии около 500 метров к северо-западу от остановочного пункта в железнодорожной насыпи имеется коллектор для пропуска вод реки Ситня.

## Движение электропоездов
На платформе останавливаются большинство электропоездов, следующих от/до Павелецкого вокзала, Домодедово, Ступино, Каширы, Ожерелья и Узуново.
- Расписание пригородных поездов. Яндекс.Расписания.
- Расписание пригородных поездов на tutu.ru